# Lupo Alberto
Lupo Alberto (em Português: Lobo Alberto) é uma famosa série de histórias em quadrinhos italiana criada pelo cartunista Silver (Guido Silvestri). Foi originada em 1973 de "La fattoria McKenzie", ele não era o único protagonista, mas apenas um dos personagens principais, juntamente com sua namorada Marta, a galinha e o cão de guarda Mosè, mas desde 1974 a faixa recebeu o nome do personagem.

## História
O personagem deveria estrear em 1973 com uma faixa intitulada "La fattoria Mackenzie" nas páginas da primeira edição da revista Undercomics do Editorial Dardo para a qual foi criada, mas permanece inédita até o ano a seguir, quando ele estreou no Corriere dei Ragazzi, no qual a série foi renomeada com o nome do protagonista e publicada regularmente. Desde 1976, ele também apareceu na revista Eureka do Corno Editorial e em outros livros não-quadrinhos, bem como em volumes monográficos sempre do Corno. Em 1975, Dardo reimprimiu as primeiras faixas coloridas no volume Lupo Alberto e na fazenda Mackenzie.
Na década de oitenta, a popularidade do personagem aumenta e o autor decide seguir para a criação de tabelas e contos auto-conclusivos publicados nos jornais Corno, que em 1983 dedicam ao personagem um jornal mensal, a revista mensal de Lupo Alberto. que será publicado para oito edições até 1984 e em que a publicação das tiras ocorrerá em ordem cronológica. As primeiras mil tiras foram reimpressas várias vezes em volume, como Il grande Lupo Alberto publicado pela Glénat em 1985 e Il grande Lupo Alberto - 1 na série BUR da editora Rizzoli.
Após o fracasso do Corno Editorial, em 1985, uma nova revista mensal dedicada ao personagem publicada pela Glénat Italia estreou nas bancas, que também apresenta séries cômicas de outros personagens e colunas de diversos assuntos. A revista passou para as edições ACME de janeiro de 1989, que a publicou a partir do n. 43 e depois mudou seu nome para Edizioni Macchia Nera/MCK a partir de 1991. Com o tempo, outros autores como Francesco Artibani, Moreno Burattini, Tito Faraci, Giancarlo Malagutti, Piero Lusso, Giacomo Michelon, Bruno Cannucciari e Giorgio Sommacal se uniram ao Silver para criar outras histórias longas. Desde 1991, a reedição quase anastática da série original estréia nas bancas.

## Série animada
Entre 1997 e 2002, uma série animada desse personagem foi feita. A série teve duas temporadas: a primeira entre 1997 e 1998, a segunda em 2002. No Brasil, a série foi ao ar na TV Cultura. Em Portugal, deu na RTP2 com dobragem/dublagem portuguesa sob o nome de "Lobo Alberto" e no Canal Panda com dobragem/dublagem castelhana e legendagem portuguesa sob o nome original da série.